# Grafikskolan i Stockholm

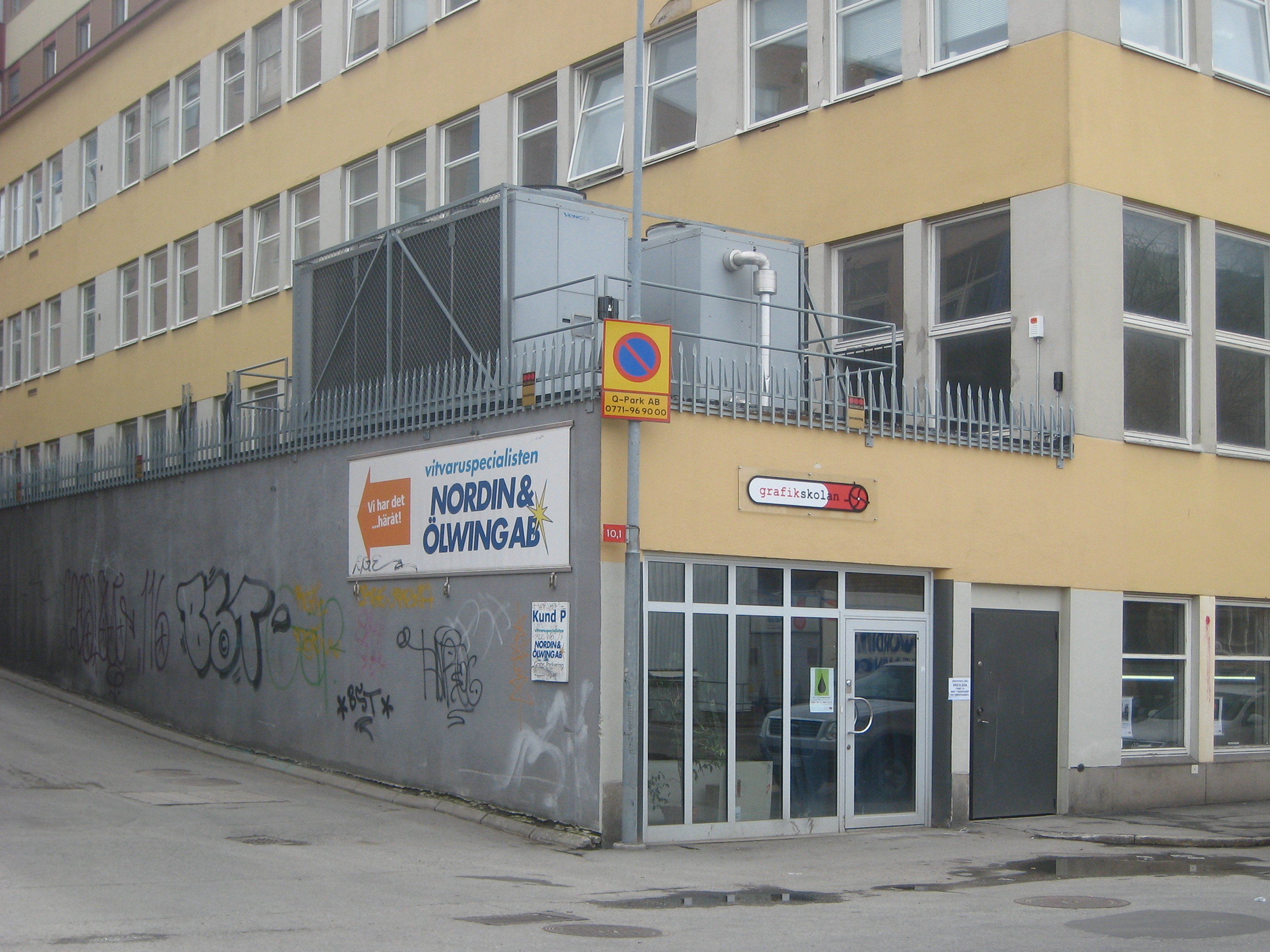
Grafikskolan i Stockholm

Grafikskolan i Stockholm är en eftergymnasial tvåårig konstutbildning inom konstgrafik och boktryck med inriktning Artists' Book.  
Grafikskolan i Stockholm ligger i stadsdelen Sätra, Stockholm och har verkstäder för djuptryck, sten-plåtlitografi, screentryck, bok/högtryck. Skolans lärare är aktiva konstnärer med högskoleutbildning. Utbildningen bedrivs med tillsyn av Myndigheten för yrkeshögskolan. 

## Rektorer
- Walter Huber 1984–87
- Nils Olof Hedenskog 1987–97
- Chun Lee Wang Gurt 1998–2004
- Mariana Ekner 2004–2012
- Thomas Liljenberg 2012–2018
- Mariana Ekner 2018 -